# La posta di YoYo
La posta di YoYo è un programma per bambini in onda sul canale Rai Yoyo. Il programma è condotto da Carolina Benvenga (anche interprete della sigla) ed ambientato in una sua ipotetica cameretta, in cui legge le letterine inviate dai bambini al canale e propone loro diverse attività per trascorrere la giornata.

## Il programma
La trasmissione, prodotta dalla sede Rai di Torino, è incentrata sulle letterine ed i disegni che i bambini inviano alla redazione del canale tematico. Si coglie quindi l'occasione per insegnare alcune parole in lingua inglese, insegnare a realizzare piccole manualità o ricette, a imparare i segreti degli animali e delle piante dell'orto in maniera divertente. In ogni puntata (nella prima edizione una sola volta a settimana, dalla quarta edizione alla sesta edizione meno frequentemente) è stato presente un ospite relativo a un programma del canale e quindi molto amato dai bambini che interagiva con la conduttrice e con questi. Fino alla seconda edizione erano inoltre presenti due cani, Yo e Yò, che interagivano con la conduttrice Carolina Benvenga.
Dalla terza edizione alla sesta edizione è stata presente in studio Simona la margheritona che regalava, grazie ai suoi petali, un detto o un insegnamento per fare riflettere i bambini ad ogni inizio puntata. Al termine poi, dalla seconda stagione alla sesta edizione la conduttrice si recava (con l'ospite, se ce n'era uno) ad una cartina geografica dove mostrava tre delle città da cui provenivano le letterine della puntata appena trascorsa.
Spesso, sempre fino alla sesta edizione, venivano richieste dai bambini le canzoni o le sigle di particolari programmi o cartoni,  richieste subito accontentate dalla conduttrice Carolina. Inoltre dalla quarta edizione è sempre presente il pupazzo Lallo il cavallo direttamente dal programma Casa Lallo a fare da spalla alla conduttrice Carolina e, dalla seconda edizione alla quinta edizione, settimanalmente è stato presente in studio Cuoco Danilo (Danilo Bertazzi) della Melevisione per insegnare semplici ricette ai bambini a casa.

## Rubriche
- Whats Upp: dedicata all'apprendimento della lingua inglese. In questa rubrica compariva Silly Sally, la cugina inglese di Carolina (che viene interpretata dalla stessa conduttrice), che insegnava semplici vocaboli in lingua inglese smarrendo oggetti di continuo e facendoli ritrovare ai bambini. Dalla quinta edizione apparve anche la cugina spagnola di Carolina, Lola Paloma (sempre interpretata dalla Benvenga) che aveva lo stesso ruolo di Silly Sally.
- Natura: fino alla quarta edizione, si scoprivano curiosità sulla natura con l'aiuto di Pino lo Scoiattolino e Loretta la Ranocchietta (personaggi in animazione) e la presenza fissa della pianta grassa Melassa del programma Casa Lallo.
- Cuciniamo: fino alla quinta edizione, si insegnava ai bambini cosa si mangiava nelle diverse regioni d'Italia e nel resto del mondo con Cuoco Danilo della Melevisione.
- Manualità: con l'ospite in studio (se ce n'era uno) si realizzavano delle semplici manualità spiegandone i passaggi e mostrandone il risultato finale.
- Storielle e filastrocche: la conduttrice raccontava delle storie e delle filastrocche che proponevano un insegnamento ai bambini, spesso (se ce n'era uno) con l'aiuto dell'ospite presente in studio.
- Magia: fino alla quinta edizione, il Mago Gentile eseguiva dei piccoli trucchi di magia.

## Edizioni
| Edizione | Inizio            | Fine             | Conduzione        | Personaggi fissi e co-conduttori | Personaggi fissi e co-conduttori | Personaggi fissi e co-conduttori | Personaggi fissi e co-conduttori | Personaggi fissi e co-conduttori | Personaggi fissi e co-conduttori | Personaggi fissi e co-conduttori |
| Edizione | Inizio            | Fine             | Conduzione        | Yo e Yò                          | Cuoco Danilo                     | Simona                           | Lallo                            | Orazio                           | Lorenzo                          | La Pimpa                         |
| -------- | ----------------- | ---------------- | ----------------- | -------------------------------- | -------------------------------- | -------------------------------- | -------------------------------- | -------------------------------- | -------------------------------- | -------------------------------- |
| 1ª       | 18 agosto 2012    | 17 febbraio 2013 | Carolina Benvenga | Sì                               | non presente                     | non presente                     | non presente                     | non presente                     | non presente                     | non presente                     |
| 2ª       | 18 febbraio 2013  | 19 luglio 2013   | Carolina Benvenga | Sì                               | Sì                               | non presente                     | non presente                     | non presente                     | non presente                     | non presente                     |
| 3ª       | 28 ottobre 2013   | 12 marzo 2014    | Carolina Benvenga | non presente                     | Sì                               | Sì                               | non presente                     | non presente                     | non presente                     | non presente                     |
| 4ª       | 13 marzo 2014     | 27 giugno 2014   | Carolina Benvenga | non presente                     | Sì                               | Sì                               | Sì                               | non presente                     | non presente                     | non presente                     |
| 5ª       | 28 settembre 2015 | 3 giugno 2016    | Carolina Benvenga | non presente                     | Sì                               | Sì                               | Sì                               | non presente                     | non presente                     | non presente                     |
| 6ª       | 12 dicembre 2016  | 7 luglio 2017    | Carolina Benvenga | non presente                     | non presente                     | Sì                               | Sì                               | non presente                     | non presente                     | non presente                     |
| 7ª       | 13 novembre 2017  | 1º giugno 2018   | Carolina Benvenga | non presente                     | non presente                     | non presente                     | Sì                               | Sì                               | non presente                     | non presente                     |
| 8ª       | 22 ottobre 2018   | 31 maggio 2019   | Carolina Benvenga | non presente                     | non presente                     | non presente                     | Sì                               | Sì                               | Sì                               | non presente                     |
| 9ª       | 11 novembre 2019  | 6 marzo 2020     | Carolina Benvenga | non presente                     | non presente                     | non presente                     | Sì                               | Sì                               | Sì                               | non presente                     |
| 10ª      | 12 ottobre 2020   | 19 marzo 2021    | Carolina Benvenga | non presente                     | non presente                     | non presente                     | Sì                               | Sì                               | Sì                               | non presente                     |
| 11ª      | 22 marzo 2021     | 18 giugno 2021   | Carolina Benvenga | non presente                     | non presente                     | non presente                     | Sì                               | Sì                               | Sì                               | non presente                     |
| 12ª      | 18 ottobre 2021   | 18 febbraio 2022 | Carolina Benvenga | non presente                     | non presente                     | non presente                     | Sì                               | Sì                               | Sì                               | non presente                     |
| 13ª      | 16 settembre 2022 | 23 maggio 2023   | Carolina Benvenga | non presente                     | non presente                     | non presente                     | Sì                               | Sì                               | Sì                               | non presente                     |
| 14ª      | 13 novembre 2023  | ? 2023           | Carolina Benvenga | non presente                     | non presente                     | non presente                     | Sì                               | Sì                               | Sì                               | Sì                               |
| 15ª      | 20 maggio 2024    |                  | Carolina Benvenga | non presente                     | non presente                     | non presente                     | Sì                               | Sì                               | Sì                               | Sì                               |

## Speciali

### Prima edizione
- Le puntate del 24 e del 25 dicembre 2012 avevano una durata di 25 minuti e sono intervenuti diversi ospiti (Milo Cotogno, Lupo Lucio, Greta di Buonanotte con le favole di Yoyo, Lallo e Gigliola di Casa Lallo). Infatti queste due puntate erano dedicate al Natale.
- La puntata del 6 gennaio 2013 aveva una durata di 20 minuti e vi hanno preso parte Milo Cotogno della Melevisione e Lallo e Gigliola di Casa Lallo.

### Seconda edizione
- Il 31 marzo 2013 è andato in onda alle ore 17.00 uno speciale di 45 minuti dedicato alla Pasqua in cui sono intervenuti vari ospiti (Milo Cotogno, Lupo Lucio, Fata Lina e Cuoco Danilo della Melevisione, Lallo di Casa Lallo, Greta di Buonanotte con le favole di YoYo, Mario Acampa, il mago Gabriele Gentile, e Skanzio e Pikkio).
- Il 12 maggio 2013 è andato in onda uno speciale dedicato alla festa della mamma dalla durata di 45 minuti a cui hanno preso parte Milo, Lupo Lucio e Cuoco Danilo de la Melevisione, Lallo, Gigliola e Gigetto di Casa Lallo, Skanzio e Pikkio e Mario Acampa.
- Il 30 giugno è andato in onda uno speciale dedicato all'arrivo dell'estate dalla durata di 45 minuti a cui hanno preso parte Gipo ed Ariele de Le storie di Gipo, Lallo, Gigetto e Martina di Casa Lallo, Cuoco Danilo e Fata Lina della Melevisione e Skanzio e Pikkio.

### Terza edizione
- La puntata del 24 dicembre 2013 aveva una durata di 45 minuti ed era dedicata ai festeggiamenti natalizi. In queste sono intervenuti Milo, Re Giglio, Regina Odessa, Fata Lina e Cuoco Danilo della Melevisione; Lallo, Martina e Gigliola di Casa Lallo; i cantanti Skanzio (Gianfranco Grottoli) e Pikkio (Andrea Vaschetti).